# Vrede van Kardis

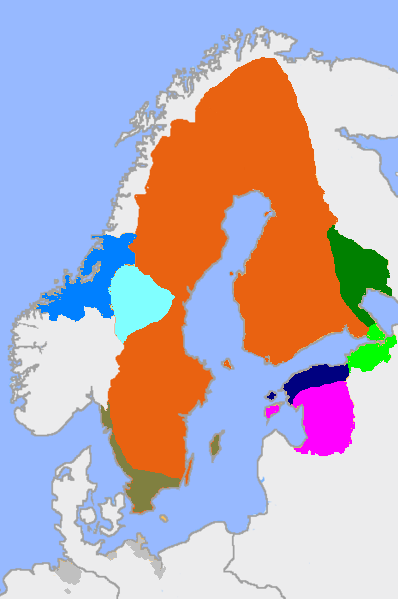
Zweden bereikte zijn grootste omvang in 1658

De Vrede van Kardis (Zweeds: Freden i Kardis, Russisch: Кардисский мир), ook wel Verdrag van Kardis genoemd, was een vredesverdrag tussen Zweden en het Russische Rijk op 21 juni 1661. Met de vrede kwam een eind aan de Russisch-Zweedse Oorlog van 1656-1658.

## Achtergrond
Na de – onbesliste – oorlog hadden de Zweden en Russen op 28 december 1658 een wapenstilstand gesloten, het Verdrag van Valiesar, waarbij de Russen voor een periode van drie jaar de bezette gebieden in Ingermanland en Lijfland mochten behouden. In 1661, na afloop van de termijn van drie jaar, zag het er slecht uit voor de Russen in de oorlog met Polen-Litouwen. De Russen besloten daarom om een permanente vrede met Zweden te sluiten.

## Verdrag
Met de Vrede van Kardis bleef de status quo van de Vrede van Stolbovo (1617) gehandhaafd. Rusland gaf alle bezette Zweedse gebieden in Lijfland en Ingermanland op, en verloor zo weer haar toegang tot de Oostzee. Ook werden alle Russische oorlogsschepen vernietigd die gebouwd waren op de werf van het op de Zweden veroverde fort Kokenhausen (nu Koknese in Letland). Als tegenprestatie liet Zweden zijn eis dat Rusland herstelbetalingen zou doen vallen.

## Nasleep
Na de Vrede van Roskilde met Denemarken (1658) en de Vrede van Kardis drie jaar later was het Zweedse rijk op zijn hoogtepunt, met een grondgebied dat twee keer zo groot was als het huidige Zweden. De vrede tussen Rusland en Zweden bleef bewaard tot het uitbreken van de Grote Noordse Oorlog in 1700. Hierbij kreeg Rusland alsnog de Zweedse bezittingen langs de Oostzee in handen en nam het de rol als Europese grootmacht over van Zweden.